# Langsee (Schleswig)
Der Langsee (dänisch: Langsøen) liegt nördlich von Schleswig in Angeln, Schleswig-Holstein (Deutschland). Das Becken des Sees ist Teil eines Tunneltals, das in der letzten Kaltzeit (Weichsel-Eiszeit) entstanden ist. Es weist Merkmale eines Zungenbeckens auf.
Der See ist nahezu vollständig von Wald umgeben. So befindet sich nordwestlich des Sees das Grüder Holz. Das Gewässer ist von Natur aus eutroph (nährstoffreich).
Bei Süderfahrenstedt und Brekling befinden sich Badestellen.

## Geschichte
Von 1191 bis 1210 befand sich am Nordufer des Langsees das Zisterzienserkloster Guldholm.